# 蛛網膜
蛛網膜或稱蜘蛛膜（英語：Arachnoid mater），是三種腦膜之一，為覆蓋大腦和脊髓的保護膜。蛛網膜基質是胚胎中神經脊中外胚層的衍生物。

## 圖片集

腦膜
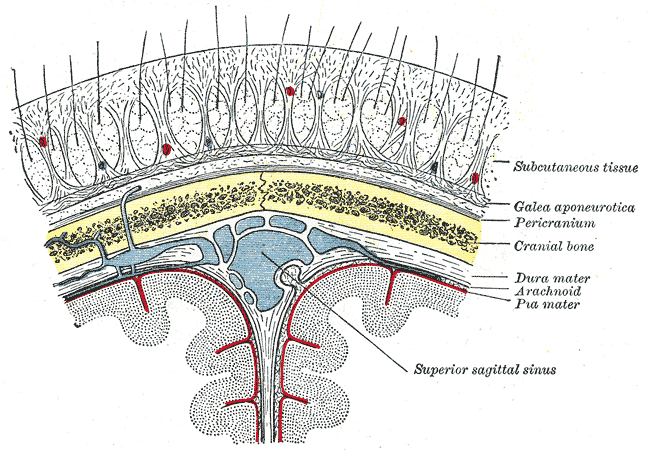
頭皮部分圖解
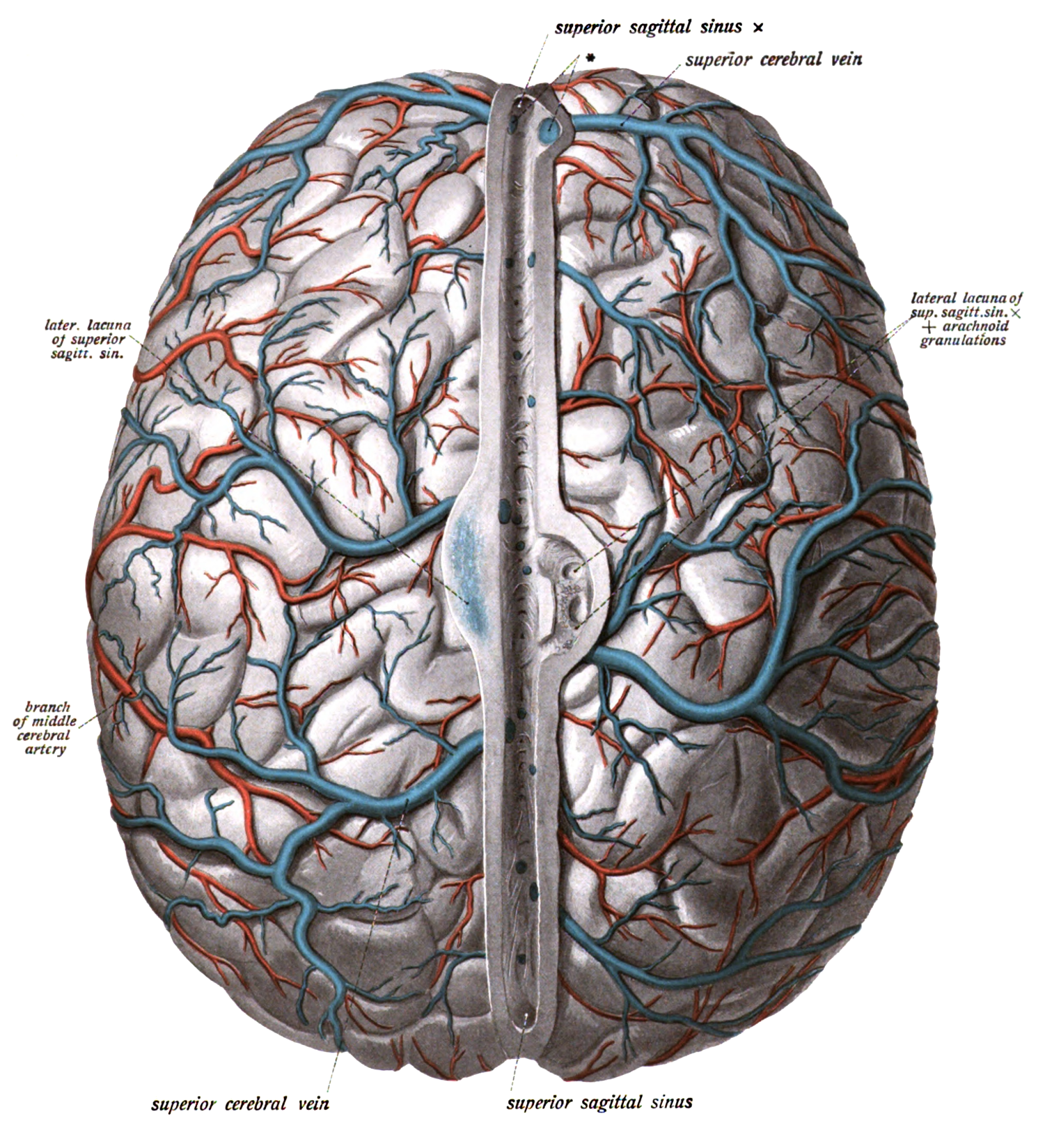
蛛網膜位於硬腦膜下，動脈和靜脈在其上延伸。
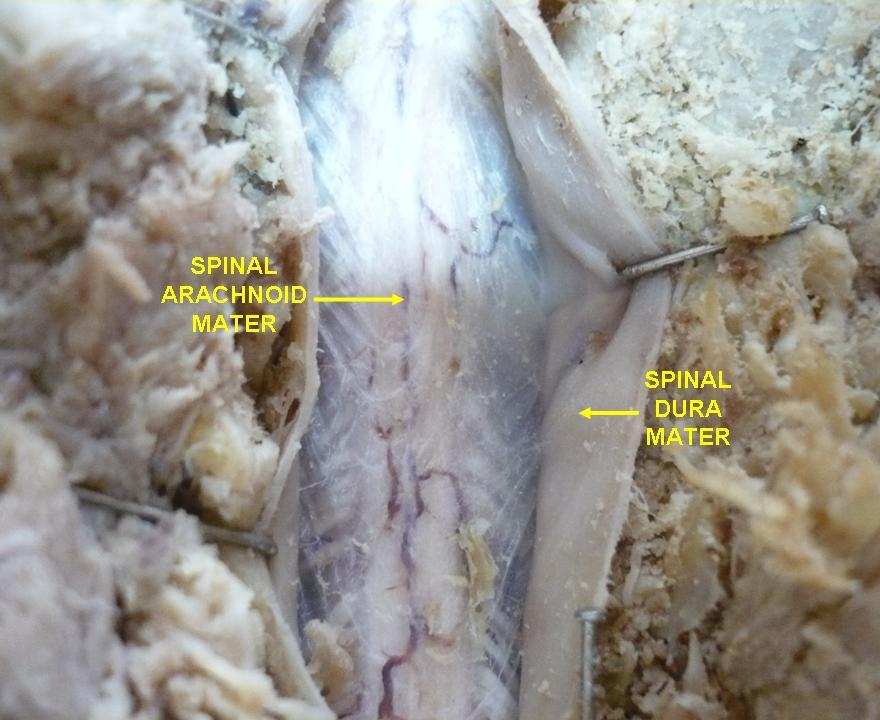
脊柱硬腦膜打開，可見蛛網膜。
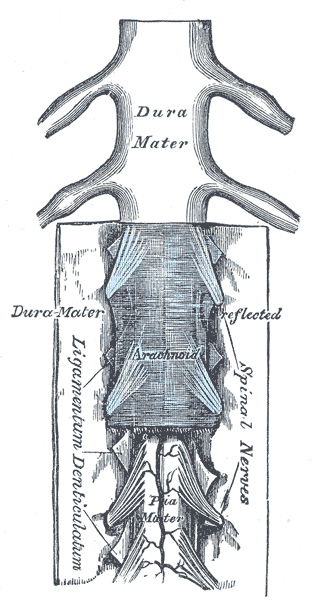
脊髓延髓及其膜。
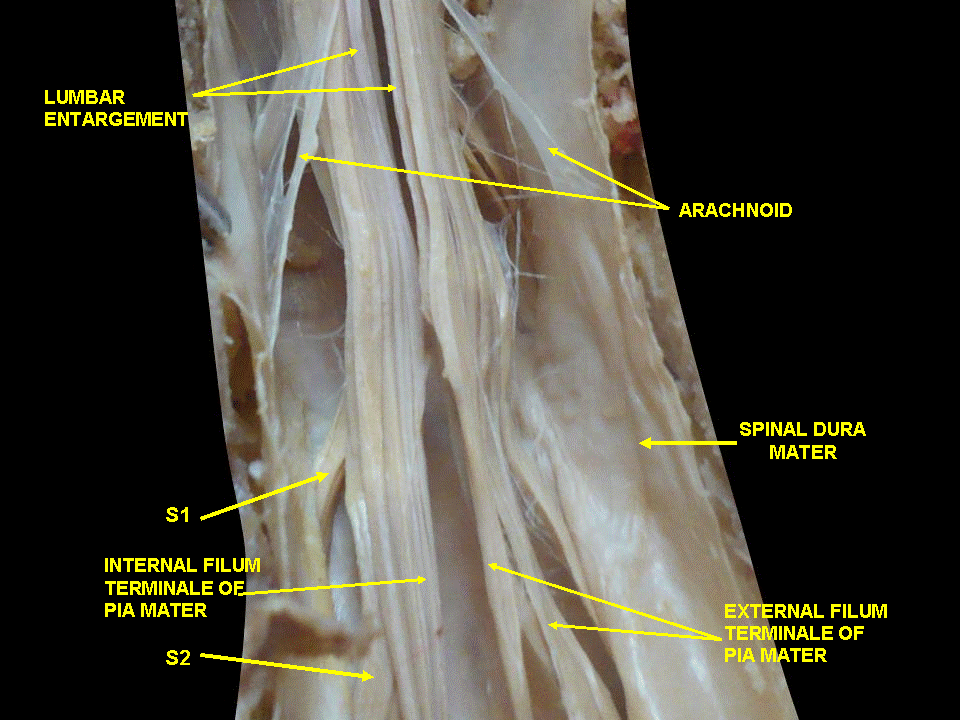
脊髓。脊膜和神經根深層解剖後視圖。
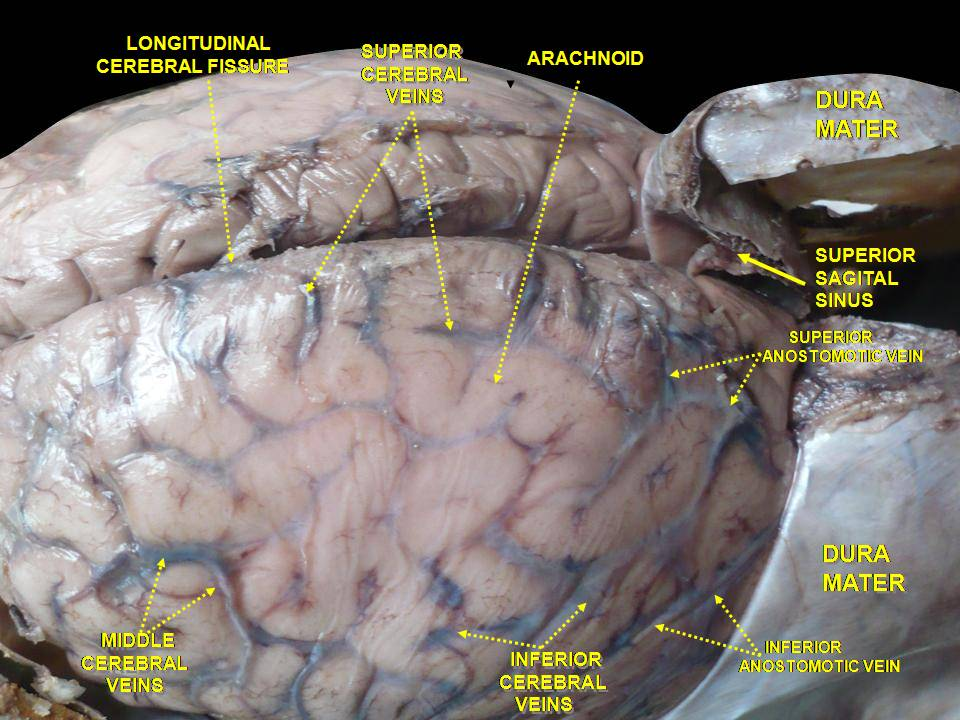
腦膜和淺表腦靜脈深層解剖。
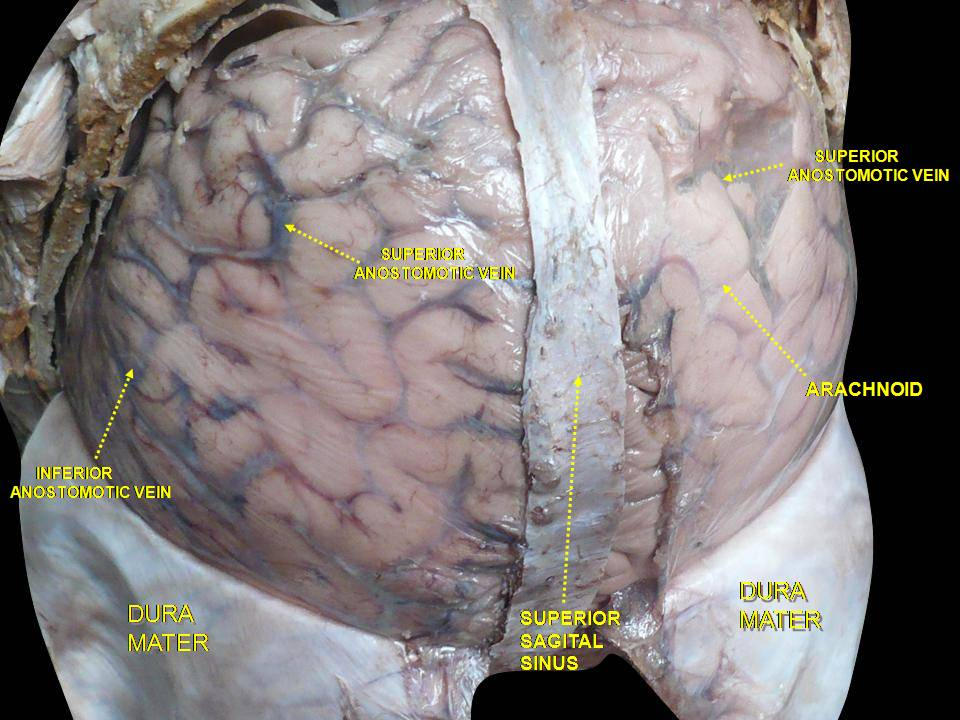
腦膜和淺表腦靜脈深層解剖。

## 外部連結
- Anatomy figure: 02:05-09 at Human Anatomy Online, SUNY Downstate Medical Center
- Slide （页面存档备份，存于）